# Gimme Some Neck
| Recensione              | Giudizio        |
| ----------------------- | --------------- |
| AllMusic                | [ 2 ]           |
| Robert Christgau        | B-              |
| Sputnikmusic            | 3.8 (Excellent) |
| Dizionario del Pop-Rock | [ 5 ]           |
| 24.000 dischi           | [ 6 ]           |

Gimme Some Neck è il terzo album in studio da solista del musicista inglese Ron Wood, pubblicato nell'aprile del 1979.

## Tracce

### LP
Lato A
1. Worry No More – 2:34 (Jerry Lynn Williams)
2. Breakin' My Heart – 4:19 (Ron Wood)
3. Delia – 0:42 (Tradizionale)
4. Buried Alive – 3:37 (Ron Wood)
5. Come to Realise – 3:53 (Ron Wood)
6. Infekshun – 4:03 (Ron Wood)

Lato B
1. Seven Days – 4:11 (Bob Dylan)
2. We All Get Old – 4:10 (Ron Wood)
3. F.U.C. Her – 3:15 (Ron Wood)
4. Lost and Lonely – 4:17 (Ron Wood)
5. Don't Worry – 3:23 (Ron Wood)

## Musicisti
Worry No More
- Ron Wood - chitarra, dobro, voce solista
- Jerry Williams - piano, cori
- Pops Powell - basso
- Charlie Watts - batteria

Breakin' My Heart
- Ron Wood - chitarra, voce solista
- Pops Powell - basso
- Charlie Watts - batteria
- Mick Jagger - cori

Delia
- Ron Wood - dobro

Buried Alive
- Ron Wood - chitarra, voce
- Pops Powell - basso
- Charlie Watts - batteria
- Jim Keltner - percussioni

Come to Realise
- Ron Wood - chitarra, voce solista
- Ian McLagan - tastiere
- Pops Powell - basso
- Charlie Watts - batteria
- Jon Lind - cori
- Richard Honey - cori

Infekshun
- Ron Wood - chitarra, voce solista
- Harry Philips - piano
- Pops Powell - basso
- Charlie Watts - batteria

Seven Days
- Ron Wood - chitarra, chitarra pedal steel, voce
- Ian McLagan - organo
- Mick Fleetwood - batteria
- Keith Richards - cori

We All Get Old
- Ron Wood - chitarra, chitarra pedal steel, voce
- Ian McLagan - organo
- Pops Powell - basso
- Charlie Watts - batteria
- Jon Lind - cori
- Richard Honey - cori

F.U.C. Her
- Ron Wood - chitarra, voce, harp
- Dave Mason - chitarra acustica
- Pops Powell - basso

Lost and Lonely
- Ron Wood - chitarra, voce solista
- Ian McLagan - tastiere
- Pops Powell - basso
- Charlie Watts - batteria
- Jim Keltner - percussioni

Don't Worry
- Ron Wood - chitarra, voce
- Bobby Keys - sassofono tenore
- Pops Powell - basso
- Charlie Watts - batteria

Note aggiuntive
- Roy Thomas Baker - produttore
- Registrazioni effettuate a Parigi (Francia)
- Geoff Workman - ingegnere delle registrazioni
- Meee! - illustrazioni copertina album originale
- Tony Lane - design copertina album originale
- Annie Liebowitz, Guy Delihl, Harry Phillips, Jenny Royer, Jo Howard, Lauren Linde, Max Hellweg, Pat Rainer, Ronnie Wood, Sam Emerson - foto copertina album originale
- Ringraziamenti a: Cherokee Studios[7]